# تكلة بخش
تكلة بخش هي قرية في مقاطعة بارس أباد، إيران. عدد سكان هذه القرية هو 703 في سنة 2006.